# Завземане: Орландо
Завземане: Орландо е кеч шоу в сериите на Завземане, което се провежда на 1 април 2017 в Amway Center в Орландо, Флорида, като част от уикенда на КечМания 33. Събитието е продуцирано от WWE за тяхната марка NXT и се излъчва на живо по WWE Network.
Пет мача се провеждат по време на събитието. В главния мач, Боби Рууд побеждава Шинске Накамура, запазвайки своята Титла на NXT. Преди гланвия мач, Аска запазва своята Титла при жените на NXT срещу Ембър Муун, а Авторите на болка запазват своите Отборни титли на NXT срещу DIY (Джони Гаргано и Томасо Чампа) и Възраждане (Даш Уайлдър и Скот Доусън). Събитието също включва дебюта на Алистър Блек. Всеки дизайн на шампионските титли е подменен с нов. Това е последното NXT събитие за Накамура, Тай Дилинджър и Възраждане, които стават част от главния състав. Това събитие също е известно със завръщането на Дрю Макинтайър, който седи на първия ред; впоследствие е потвърдено, че е подписал с WWE и ще се бие в NXT.

## Заден план
Завземане е серия от кеч шоута, започваща от 29 май 2014, след като развиващата се марка на WWE NXT провежда тяхното второ събитие на живо по WWE Network, Завземане. В следващите месеци, името „Завземане“ става марка за всички техни NXT събития на живо. Завземане: Бруклин е първото събитие извън Full Sail University. Завземане: Орландо ще бъде четиринайсетото подред събитие под името Завземане и второто за 2017.
На Завземане: Сан Антонио Боби Рууд побеждава Шинске Накамура, печелейки Титлата на NXT. По време на мача Накамура контузва коляното си. На 22 февруари 2017, Рууд побеждава Но Уей Хосе. След мача Рууд напада Хосе и му прави хода за предаване, който контузва Накамура. Кашъс Оно, който се завръща от 2013, излиза на ринга и помага на Хосе като се сбива с Рууд, карайки го да избяга. На 8 март, Накамура се завръща от травмата и побеждава Ти Джей Пъркинс. След мача, Главния мениджър на NXT, Уилям Ригъл обявява, че Боби Рууд ще се бие срещу Кашъс Оно за титлата; победителят ще защитава титлата срещу Шинске Накамура на Завземане: Орландо. На 15 март, Рууд побеждава Оно.
Настоящата Шампионка при жените на NXT, Аска е непобеждавана в NXT. На Завземане: Сан Антонио, тя побеждава Ники Крос, Били Кей и Пейтън Ройс в мач Фатална четворка. На 22 февруари, се провежда мач Тройна заплаха между Ройс, Лив Морган и Ембър Муун; Ройс тушира Морган, печелейки мача и шанс за титлата на Аска, която побеждава Ройс на 1 март. На следващата седмица Ембър Муун побеждава Били Кей; след мача става ясно, че финалния ход на Муун контузва врата на Кей. Впоследствие, на сайта на WWE е обявено, че двете непобедими кечистки на NXT, Муун и Аска ще се бият за титлата Завземане: Орландо.
На Завземане: Торонто на 19 ноември 2016, #DIY (Джони Гаргано и Томасо Чампа) побеждават Възраждането (Даш Уайлдър и Скот Доусън) в мач два от три туша и печелят Отборните титли на NXT, докато Авторите на болка (Ейкам и Резар) побеждават ТМ-61 и печелят Отборната класика на Дъсти Роудс. На Завземане: Сан Антонио Авторите на болка побеждават Гаргано и Чампа и печелят титлите. На 8 февруари, епизод на NXT Възраждането побеждават Тежките машини. След мача, Възраждане предизвикват Авторите на болка за титлите на Завземане: Орландо и ги атакуват зад гърба, избягвайки преди да се съвземат. На следващата седмица Гаргано и Чампа искат своя реванш за титлите срещу Авторите на болка, които излизат; мениджъра на Авторите, Пол Елъринг урежда реванша след две седмици. След това Възраждане отново се появяват и атакуват Гаргано и Чампа, и отново се излпъзват от Авторите на болка На 1 март, Гаргано и Чампа печелят реванша чрез дисквалификация, след намеса от Възраждане; Възраждане ги отпращат извън ринга и започват да се бият с Авторите на болка, водейки до Разгромяваща машина на Ейкам. На следващия епизод Авторите на болка нападат опонентите на Възраждане, Братята Ийли, правейки им Последната глава пред Уайлдър и Доусън, които отново избягват от ринга. На 15 март, Авторите побеждават Братята Ийли. След мача Гаргано и Чампа и Възраждане излизат, искайки отделни реванши за титлите. Впоследствие Уилям Ригъл обявява Елиминационен отборен мач Тройна заплаха за титлите на Завземане: Орландо.
На 22 март се обявява, че подписалия с WWE, Алистър Блек ще се бие срещу Андраде „Сиен“ Алмас на Завземане: Орландо.
На Завземане: Сан Антонио, Ерик Йънг, който се опитва да добави Тай Дилинджър към Санити, побеждава Дилинджър с помощта им. На 8 февруари, След като Килиан Дейн и Александър Уолф побеждава Боливуд Бойс, участват в отборен мач между шестима заедно с Йънг срещу Дилинджър и съотборниците му Но Уей Хосе и Родерик Стронг. Санити побеждават отново с помощта на Ники Крос. На 8 март Дилинджър и Йънг трябва да се бият в индивидуален мач. Преди мача, обаче Санити пребиват Стронг, влачейки го до сцената. Дилинджър и Хосе се сбиват с четиримата от Санити, които надделяват. На 15 март, Ники Крос побеждава Мейси Естрела. След мача Дилинджър и Хосе отново се сбиват със Санити, но отново са надделени. На следващия епизод мача между Дилинджър, Хосе и възстановения Стронг срещу Йънг, Дейн и Уолф от Санити приключва, когато Ники Крос се намесва и всички се сбиват. Санити отново започват да надделяват, но дебютиращата Руби Райът пристига, помагайки на отбора на Дилинджър. На следващия епизод става смесен отборен мач между осем души между двата отбора ще се проведе на Завземане: Орландо.

## Мачове
| №                                         | Резултати | Правила                                                            | Време |
| ----------------------------------------- | --- | ------------------------------------------------------------------ | ----- |
| 1                                         | САнитИ (Ерик Йънг, Александър Уолф, Килиан Дей и Ники Крос) побеждават Тай Дилинджър, Руби Райът, Родерик Стронг и Кашъс Оно1                  | Смесен отборен мач между осем души                                 | 12:30 |
| 2                                         | Алистър Блак побеждава Андраде „Сиен“ Алмас | Индивидуален мач                                                   | 9:35  |
| 3                                         | Авторите на болка (Ейкам и Резар (ш) (с Пол Елъринг) побеждават #DIY (Джони Гаргано и Томасо Чампа) и Възраждането (Скот Доусън и Даш Уайлдър) | Отборен елиминационен мач Тройна заплаха за Отборните титли на NXT | 23:50 |
| 4                                         | Аска (ш) побеждава Ембър Муун | Индивидуален мач за Титлата при жените на NXT                      | 12:10 |
| 5                                         | Боби Рууд (ш) побеждава Шинске Накамура | Индивидуален мач за Титлата на NXT                                 | 28:20 |
| - (ш) – указва шампиона/шампионите в мача | |                                                                    |       |

1 Кашус Оно замества Но Уей Хосе, който не може да участва, след атаката от САнитИ.

### Отборен елиминационен мач
| Елиминация  | Кечист                                              | Отбор                                               | Елиминиран от                                       | Метод                                               | Време                                               |
| ----------- | --------------------------------------------------- | --------------------------------------------------- | --------------------------------------------------- | --------------------------------------------------- | --------------------------------------------------- |
| 1           | Томасо Чампа                                        | #DIY                                                | Ейкам                                               | Туширан след Последната глава                       | 20:00                                               |
| 2           | Скот Доусън                                         | Възраждането                                        | Ейкам                                               | Туширан след Супер сблъсък                          | 23:50                                               |
| Победители: | Авторите на болка (Запазват Отборните титли на NXT) | Авторите на болка (Запазват Отборните титли на NXT) | Авторите на болка (Запазват Отборните титли на NXT) | Авторите на болка (Запазват Отборните титли на NXT) | Авторите на болка (Запазват Отборните титли на NXT) |